# Rigodium pseudothuidium
Rigodium pseudothuidium är en bladmossart som beskrevs av Per Karl Hjalmar Dusén 1905. Rigodium pseudothuidium ingår i släktet Rigodium och familjen Lembophyllaceae. Inga underarter finns listade i Catalogue of Life.